# Valerie Moglan
Valerie Moglan (n. 18 mai 1878, Călugăreni, România – d. 13 august 1949, Mănăstirea Neamț, Neamț, România) a fost un episcop ortodox român.

## Distincții
- Ordinul Meritul Cultural, în gradul de Cavaler clasa I, pentru biserică (1 februarie 1943)[1]